# Aceratium sericoleopsis
Aceratium sericoleopsis är en tvåhjärtbladig växtart som beskrevs av Van Balg.. Aceratium sericoleopsis ingår i släktet Aceratium och familjen Elaeocarpaceae. Inga underarter finns listade i Catalogue of Life.